# بيت سميث (لاعب كرة قاعدة أمريكي)
بيت سميث (بالإنجليزية: Pete Smith)‏ هو لاعب كرة قاعدة أمريكي، ولد في 27 فبراير 1966 في أبينغتون في الولايات المتحدة.

## وصلات خارجية
- بيت سميث على موقع دوري كرة القاعدة الرئيسي (الإنجليزية)
- بيت سميث على موقعبيزبول رفرنس.كوم (الدوري الرئيسي) (الإنجليزية)
- بيت سميث على موقعبيزبول رفرنس.كوم (الدوري الثانوي) (الإنجليزية)
- بيت سميث على موقع مشجعي الرسوم البيانية (الإنجليزية)